# Клинтон (Мисисипи)
Клинтон (енгл. Clinton) град је у америчкој савезној држави Мисисипи.

## Демографија
По попису из 2010. године број становника је 25.216, што је 1.869 (8,0%) становника више него 2000. године.
| Група             | 2000.          | 2010.          |
| Белци             | 17.375 (74,4%) | 14.982 (59,4%) |
| Афроамериканци    | 5.259 (22,5%)  | 8.542 (33,9%)  |
| Азијати           | 359 (1,5%)     | 1.029 (4,1%)   |
| Хиспаноамериканци | 203 (0,9%)     | 373 (1,5%)     |
| Укупно            | 23.347         | 25.216         |